# ザ・ウォール〜ライブ・イン・ベルリン
『ザ・ウォール〜ライブ・イン・ベルリン』（The Wall - Live In Berlin） は、1990年に発表されたロジャー・ウォーターズのライブ・アルバム。
1990年7月21日のドイツ・ベルリンでの『ザ・ウォール』の再現コンサートの模様を収めた2枚組のライブ・アルバムである。同名のビデオも発売され、現在はDVDでも再発されている。

## 概要
スコーピオンズ、トーマス・ドルビー、シネイド・オコナー、シンディ・ローパー、ジョニ・ミッチェル、ブライアン・アダムス、ヴァン・モリソンなどの豪華ゲストが参加し、20万人もの観客を動員する一大イベントとなった。
リード・ギター担当のスノウィー・ホワイトは、ピンク・フロイドのサポート・メンバーとして活動した後、シン・リジィで活躍したことでも有名。
このライヴでは、『ザ・ウォール』を締めくくっていた「アウトサイド・ザ・ウォール」の代わりに、ロジャー・ウォーターズのソロ・アルバム『RADIO K.A.O.S.』収録曲「流れが変わる時〜ライヴ・エイドが終わって〜」が演奏された。

## 収録曲

### ディスク1
1. イン・ザ・フレッシュ
2. ザ・シン・アイス
3. アナザー・ブリック・イン・ザ・ウォール(パート1)
4. ザ・ハピエスト・デイズ・オブ・アワ・ライヴズ
5. アナザー・ブリック・イン・ザ・ウォール(パート2)
6. マザー
7. グッバイ・ブルー・スカイ
8. エンプティ・スペーシズ
9. ヤング・ラスト
10. オー・マイ・ゴット-ホワット・ア・ファビュラス・ルーム
11. ワン・オブ・マイ・ターンズ
12. ドント・リーヴ・ミー・ナウ
13. アナザー・ブリック・イン・ザ・ウォール(パート3)
14. グッバイ・クルエル・ワールド

### ディスク2
1. ヘイ・ユー
2. イズ・ゼア・エニバディ・アウト・ゼア
3. ノーバディ・ホーム
4. ヴィーラ
5. ブリング・ザ・ボーイズ・バック・ホーム
6. コンフォタブリー・ナム
7. イン・ザ・フレッシュ
8. ラン・ライク・ヘル
9. ウェイティング・フォー・ザ・ワームズ
10. ストップ
11. ザ・トライアル
12. 流れが変わる時〜ライヴ・エイドが終わって〜/アウトサイド・ザ・ウォール

## 参加メンバー

### ザ・カンパニー
- ロジャー・ウォーターズ (Roger Waters) - ボーカル、ベース、アコースティックギター「Mother」、リズム・ギター「Hey You」
- スコーピオンズ (Scorpions):
  - クラウス・マイネ (Klaus Meine) - リード・ボーカル
  - ルドルフ・シェンカー (Rudolf Schenker) - リズム・ギター、バック・ボーカル
  - マティアス・ヤプス (Matthias Jabs) - リード・ギター、バック・ボーカル
  - フランシス・ブッフホルツ (Francis Buchholz) - ベース、バック・ボーカル
  - ハーマン・ラレベル (Herman Rarebell) - ドラム、バック・ボーカル
- ウテ・レンパー (Ute Lemper) - ボーカル
- シンディ・ローパー (Cyndi Lauper) - パーカッション、ボーカル
- トーマス・ドルビー (Thomas Dolby) - シンセサイザー、ボーカル
- シネイド・オコナー (Sinéad O'Connor) - ボーカル
- ザ・バンド (The Band):
  - リック・ダンコ (Rick Danko) - ボーカル
  - リヴォン・ヘルム (Levon Helm) - ボーカル
  - ガース・ハドソン (Garth Hudson) - アコーディオン、ソプラノ・サクソフォーン
- ザ・フーターズ (The Hooters):
  - エリック・バジリアン (Eric Bazilian) - ギター、ボーカル
  - ロブ・ハイマン (Rob Hyman) - キーボード、ボーカル
  - ジョン・リリィ (John Lilley) - ギター、ボーカル
  - フラン・スミス・ジュニア (Fran Smith Jr.) - ベース、ボーカル
  - デヴィッド・ウォシキネン (David Uosikkinen) - ドラム
- ジョニ・ミッチェル (Joni Mitchell) - ボーカル
- ジェームズ・ゴールウェイ (James Galway) - フルート
- ブライアン・アダムス (Bryan Adams) - ギター、ボーカル
- ジェリー・ホール (Jerry Hall) - ボーカル
- ポール・キャラック (Paul Carrack) - ボーカル
- ヴァン・モリソン (Van Morrison) - ボーカル
- ティム・カリー (Tim Curry) - ボーカル
- マリアンヌ・フェイスフル (Marianne Faithfull) - ボーカル
- アルバート・フィニー (Albert Finney) - ボーカル

### ザ・ブリーディング・ハーツ・バンド (The Bleeding Hearts Band)
- リック・ディ・フォンゾ (Rick Di Fonzo) - ギター
- スノウィー・ホワイト (Snowy White) - ギター
- アンディ・フェアウェザー・ロウ (Andy Fairweather-Low) - ベース、ギター、バック・ボーカル
- ピート・ウッド (Peter Wood) - キーボード、オルガン、シンセサイザー
- ニック・グレニー＝スミス (Nick Glennie-Smith) - キーボード、オルガン、シンセサイザー
- グラハム・ブロード (Graham Broad) - ドラム、エレクトリックパーカッション
- スタン・ファーバー (Stan Farber) - バック・ボーカル、パーカッション (Jim Farberとしてクレジット)
- ジョー・シメイ (Joe Chemay) - バック・ボーカル
- ジム・ハース (Jim Haas) - バック・ボーカル、パーカッション
- ジョン・ジョイス (John Joyce) - バック・ボーカル

### その他
- The Rundfunk Orchestra (マイケル・ケイメン指揮)
- The Rundfunk Choir
- The Marching Band of the Combined Soviet Forces in Germany
- パディ・モローニ (Paddy Moloney) ※チーフタンズのメンバー。ティン・ホイッスルでクレジットされた